# XXXTentacion/Diskografie
Diese Diskografie ist eine Übersicht über die musikalischen Werke des US-amerikanischen Rappers XXXTentacion. Den Schallplattenauszeichnungen zufolge hat er bisher mehr als 134 Millionen Tonträger verkauft, davon alleine in seiner Heimat über 104 Millionen. Seine erfolgreichste Veröffentlichung ist die Single Sad! mit über 14,2 Millionen verkauften Einheiten.

## Alben

### Studioalben
| Jahr                        | Titel Musiklabel                             | Höchstplatzierung, Gesamtwochen, AuszeichnungChartplatzierungen (Jahr, Titel, Musiklabel, Platzierungen, Wochen, Auszeichnungen, Anmerkungen) | Höchstplatzierung, Gesamtwochen, AuszeichnungChartplatzierungen (Jahr, Titel, Musiklabel, Platzierungen, Wochen, Auszeichnungen, Anmerkungen) | Höchstplatzierung, Gesamtwochen, AuszeichnungChartplatzierungen (Jahr, Titel, Musiklabel, Platzierungen, Wochen, Auszeichnungen, Anmerkungen) | Höchstplatzierung, Gesamtwochen, AuszeichnungChartplatzierungen (Jahr, Titel, Musiklabel, Platzierungen, Wochen, Auszeichnungen, Anmerkungen) | Höchstplatzierung, Gesamtwochen, AuszeichnungChartplatzierungen (Jahr, Titel, Musiklabel, Platzierungen, Wochen, Auszeichnungen, Anmerkungen) | Anmerkungen                                                 |
| Jahr                        | Titel Musiklabel                             | DE | AT | CH | UK | US | Anmerkungen                                                 |
| --------------------------- | -------------------------------------------- | --- | --- | --- | --- | --- | ----------------------------------------------------------- |
| 2017                        | 17 Bad Vibes Forever (Empire)                | DE100 a (1 Wo.)DE | AT21 (5 Wo.)AT | CH26 (62 Wo.)CH | UK11 Platin · (60 Wo.)UK | US2 ×3Dreifachplatin · (281 Wo.)US | Erstveröffentlichung: 25. August 2017 Verkäufe: + 3.680.000 |
| 2018                        | ? Bad Vibes Forever (Empire)                 | DE13 Platin · (118 Wo.)DE | AT5 (162 Wo.)AT | CH4 (218 Wo.)CH | UK3 ×2Doppelplatin · (196 Wo.)UK | US1 ×5Fünffachplatin · (354 Wo.)US | Erstveröffentlichung: 16. März 2018 Verkäufe: + 6.695.000   |
| Posthume Veröffentlichungen |                                              | | | | | |                                                             |
|                             |                                              | | | | | |                                                             |
| 2018                        | Skins Bad Vibes Forever (Empire)             | — | AT46 (1 Wo.)AT | CH36 (1 Wo.)CH | UK29 Silber · (5 Wo.)UK | US1 Gold · (18 Wo.)US | Erstveröffentlichung: 7. Dezember 2018 Verkäufe: + 577.500  |
| 2019                        | Bad Vibes Forever Bad Vibes Forever (Empire) | — | — | CH41 (1 Wo.)CH | UK53 Silber · (1 Wo.)UK | US5 (8 Wo.)US | Erstveröffentlichung: 6. Dezember 2019 Verkäufe: + 77.500   |

### Kompilationen
| Jahr | Titel Musiklabel                                 | Höchstplatzierung, Gesamtwochen, AuszeichnungChartplatzierungen (Jahr, Titel, Musiklabel, Platzierungen, Wochen, Auszeichnungen, Anmerkungen) | Höchstplatzierung, Gesamtwochen, AuszeichnungChartplatzierungen (Jahr, Titel, Musiklabel, Platzierungen, Wochen, Auszeichnungen, Anmerkungen) | Höchstplatzierung, Gesamtwochen, AuszeichnungChartplatzierungen (Jahr, Titel, Musiklabel, Platzierungen, Wochen, Auszeichnungen, Anmerkungen) | Höchstplatzierung, Gesamtwochen, AuszeichnungChartplatzierungen (Jahr, Titel, Musiklabel, Platzierungen, Wochen, Auszeichnungen, Anmerkungen) | Höchstplatzierung, Gesamtwochen, AuszeichnungChartplatzierungen (Jahr, Titel, Musiklabel, Platzierungen, Wochen, Auszeichnungen, Anmerkungen) | Anmerkungen                                             |
| Jahr | Titel Musiklabel                                 | DE | AT | CH | UK | US | Anmerkungen                                             |
| ---- | ------------------------------------------------ | --- | --- | --- | --- | --- | ------------------------------------------------------- |
| 2022 | Look at Me: The Album Bad Vibes Forever (Empire) | — | — | — | UK23 Platin · (140 Wo.)UK | US17 (… Wo.)US | Erstveröffentlichung: 10. Juni 2022 Verkäufe: + 430.000 |

### Mixtapes
| Jahr | Titel Musiklabel                           | Höchstplatzierung, Gesamtwochen, AuszeichnungChartplatzierungen (Jahr, Titel, Musiklabel, Platzierungen, Wochen, Auszeichnungen, Anmerkungen) | Höchstplatzierung, Gesamtwochen, AuszeichnungChartplatzierungen (Jahr, Titel, Musiklabel, Platzierungen, Wochen, Auszeichnungen, Anmerkungen) | Höchstplatzierung, Gesamtwochen, AuszeichnungChartplatzierungen (Jahr, Titel, Musiklabel, Platzierungen, Wochen, Auszeichnungen, Anmerkungen) | Höchstplatzierung, Gesamtwochen, AuszeichnungChartplatzierungen (Jahr, Titel, Musiklabel, Platzierungen, Wochen, Auszeichnungen, Anmerkungen) | Höchstplatzierung, Gesamtwochen, AuszeichnungChartplatzierungen (Jahr, Titel, Musiklabel, Platzierungen, Wochen, Auszeichnungen, Anmerkungen) | Anmerkungen                                                       |
| Jahr | Titel Musiklabel                           | DE | AT | CH | UK | US | Anmerkungen                                                       |
| ---- | ------------------------------------------ | --- | --- | --- | --- | --- | ----------------------------------------------------------------- |
| 2017 | Revenge Bad Vibes Forever (Empire)         | — | — | — | — | US28 Gold · (13 Wo.)US | Erstveröffentlichung: 16. Mai 2017 Verkäufe: + 565.000            |
| 2019 | Members Only, Vol. 4 Members Only (Empire) | — | — | CH71 (1 Wo.)CH | — | US18 (6 Wo.)US | Erstveröffentlichung: 23. Januar 2019 Trippie Redd & Members Only |

Weitere Mixtapes
- 2015: Members Only, Vol. 1 (mit Ski Mask the Slump God)
- 2015: Members Only, Vol. 2 (mit Members Only)
- 2017: Members Only, Vol. 3 (mit Members Only)

### EPs
- 2014: Ice Hotel
- 2014: The Fall
- 2016: ItWasntEnough
- 2016: Willy Wonka Was a Child Murderer

## Singles

### Als Leadmusiker
| Jahr | Titel Album                                           | Höchstplatzierung, Gesamtwochen, AuszeichnungChartplatzierungen (Jahr, Titel, Album, Platzierungen, Wochen, Auszeichnungen, Anmerkungen) | Höchstplatzierung, Gesamtwochen, AuszeichnungChartplatzierungen (Jahr, Titel, Album, Platzierungen, Wochen, Auszeichnungen, Anmerkungen) | Höchstplatzierung, Gesamtwochen, AuszeichnungChartplatzierungen (Jahr, Titel, Album, Platzierungen, Wochen, Auszeichnungen, Anmerkungen) | Höchstplatzierung, Gesamtwochen, AuszeichnungChartplatzierungen (Jahr, Titel, Album, Platzierungen, Wochen, Auszeichnungen, Anmerkungen) | Höchstplatzierung, Gesamtwochen, AuszeichnungChartplatzierungen (Jahr, Titel, Album, Platzierungen, Wochen, Auszeichnungen, Anmerkungen) | Anmerkungen                                                                                       |
| Jahr | Titel Album                                           | DE | AT | CH | UK | US | Anmerkungen                                                                                       |
| --- | ----------------------------------------------------- | --- | --- | --- | --- | --- | ------------------------------------------------------------------------------------------------- |
| 2015 | Riot –                                                | — | — | — | UK— SilberUK | — | Erstveröffentlichung: 1. Mai 2015 Verkäufe: + 200.000                                             |
| 2016 | Look at Me Revenge                                    | — | AT64 (1 Wo.)AT | CH50 (4 Wo.)CH | UK95 Platin · (1 Wo.)UK | US34 ×5Fünffachplatin · (20 Wo.)US | Erstveröffentlichung: 29. Januar 2016 Verkäufe: + 6.090.000                                       |
| 2017 | What in XXXTarnation Members Only, Vol. 3             | — | — | — | — | — | Erstveröffentlichung: 20. April 2017 feat. Ski Mask the Slump God                                 |
| 2017 | Gospel –                                              | — | — | — | — | US— GoldUS | Erstveröffentlichung: 12. Mai 2017 mit Rich Brian und Keith Ape                                   |
| 2017 | Revenge 17                                            | — | — | — | UK— PlatinUK | US77 (2 Wo.)US | Erstveröffentlichung: 18. Mai 2017 Verkäufe: + 1.115.000                                          |
| 2017 | Jocelyn Flores 17                                     | DE— PlatinDE | AT24 (4 Wo.)AT | CH21 (13 Wo.)CH | UK39 ×2Doppelplatin · (10 Wo.)UK | US19 ×8Achtfachplatin · (20 Wo.)US | Erstveröffentlichung: 25. August 2017 Verkäufe: + 10.513.333                                      |
| 2018 | Fuck Love 17                                          | — | AT69 (2 Wo.)AT | CH48 (4 Wo.)CH | UK89 Platin · (4 Wo.)UK | US28 Diamant · (21 Wo.)US | Erstveröffentlichung: 23. Januar 2018 Verkäufe: + 11.253.333; feat. Trippie Redd                  |
| 2018 | Sad! ?                                                | DE12 Platin · (24 Wo.)DE | AT5 (22 Wo.)AT | CH4 (40 Wo.)CH | UK5 ×2Doppelplatin · (30 Wo.)UK | US1 Diamant · (38 Wo.)US | Erstveröffentlichung: 2. März 2018 Verkäufe: + 14.235.333                                         |
| 2018 | Changes ?                                             | DE13 Gold · (9 Wo.)DE | AT10 (7 Wo.)AT | CH9 (17 Wo.)CH | UK22 Platin · (9 Wo.)UK | US18 ×5Fünffachplatin · (20 Wo.)US | Erstveröffentlichung: 2. März 2018 Verkäufe: + 7.033.333                                          |
| 2018 | Moonlight ?                                           | DE34 Platin · (12 Wo.)DE | AT22 (9 Wo.)AT | CH11 (37 Wo.)CH | UK17 ×2Doppelplatin · (17 Wo.)UK | US13 ×9Neunfachplatin · (20 Wo.)US | Erstveröffentlichung: 14. August 2018 Verkäufe: + 11.773.333                                      |
| 2018 | Falling Down Come Over When You’re Sober, Pt. 2       | DE12 Platin · (14 Wo.)DE | AT10 (11 Wo.)AT | CH9 (9 Wo.)CH | UK10 Platin · (10 Wo.)UK | US13 ×4Vierfachplatin · (11 Wo.)US | Erstveröffentlichung: 19. September 2018 Verkäufe: + 5.935.000; mit Lil Peep                      |
| 2018 | Arms Around You –                                     | DE16 Gold · (16 Wo.)DE | AT15 (11 Wo.)AT | CH5 (20 Wo.)CH | UK14 Gold · (11 Wo.)UK | US28 Platin · (17 Wo.)US | Erstveröffentlichung: 25. Oktober 2018 Verkäufe: + 2.060.000 mit Lil Pump feat. Maluma & Swae Lee |
| 2018 | Bad! Skins                                            | — | AT50 (2 Wo.)AT | CH29 (4 Wo.)CH | UK23 Silber · (6 Wo.)UK | US16 Platin · (11 Wo.)US | Erstveröffentlichung: 9. November 2018 Verkäufe: + 1.375.000                                      |
| 2019 | Run It Back! Broken Kids Club                         | — | — | — | — | — | Erstveröffentlichung: 12. Juni 2019 mit Craig Xen                                                 |
| 2019 | Royalty Bad Vibes Forever                             | — | — | — | — | — | Erstveröffentlichung: 19. Juli 2019 feat. Ky-Mani Marley, Stefflon Don und Vybz Kartel            |
| 2019 | Hearteater Bad Vibes Forever                          | — | — | — | — | — | Erstveröffentlichung: 22. Oktober 2019                                                            |
| 2019 | Bad Vibes Forever                                     | — | — | — | UK— SilberUK | US85 (1 Wo.)US | Erstveröffentlichung: 22. November 2019 Verkäufe: + 215.000; feat. PnB Rock & Trippie Redd        |
| 2022 | Vice City –                                           | — | — | — | — | US89 Gold · (1 Wo.)US | Erstveröffentlichung: 28. Januar 2022 Verkäufe: + 500.000                                         |
| 2022 | True Love Donda 2                                     | DE54 (2 Wo.)DE | AT54 (1 Wo.)AT | CH39 (2 Wo.)CH | UK31 Silber · (4 Wo.)UK | US22 (3 Wo.)US | Erstveröffentlichung: 27. Mai 2022 Verkäufe: + 200.000; mit Kanye West                            |
| 2023 | I’m Not Human –                                       | — | — | — | — | — | Erstveröffentlichung: 9. Juni 2023 feat. Lil Uzi Vert                                             |
| Folgende Lieder erschienen nicht als Single, wurden aber durch das Album zum Download und Streaming bereitgestellt und konnten somit eine Platzierung erlangen: |                                                       | | | | | |                                                                                                   |
| |                                                       | | | | | |                                                                                                   |
| 2017 | Everybody Dies in Their Nightmares 17                 | DE— GoldDE | AT72 (2 Wo.)AT | CH54 (3 Wo.)CH | UK88 Platin · (4 Wo.)UK | US42 ×3Dreifachplatin · (7 Wo.)US | Charteinstieg: 3. September 2017 Verkäufe: + 4.453.333                                            |
| 2017 | Depression & Obsession 17                             | — | — | — | UK— SilberUK | US91 (1 Wo.)US | Charteinstieg: 16. September 2017 Verkäufe: + 230.000                                             |
| 2017 | Save Me 17                                            | — | — | — | UK— SilberUK | US94 (1 Wo.)US | Charteinstieg: 16. September 2017 Verkäufe: + 215.000                                             |
| 2017 | Carry On 17                                           | — | — | — | UK— SilberUK | US95 Platin · (1 Wo.)US | Charteinstieg: 16. September 2017 Verkäufe: + 1.410.000                                           |
| 2018 | The Remedy for a Broken Heart (Why Am I So in Love) ? | DE73 Gold · (2 Wo.)DE | AT48 (2 Wo.)AT | CH36 (4 Wo.)CH | UK53 Platin · (1 Wo.)UK | US55 ×5Fünffachplatin · (5 Wo.)US | Charteinstieg: 29. März 2018 Verkäufe: + 6.465.000                                                |
| 2018 | Numb ?                                                | — | — | — | UK— SilberUK | US80 ×3Dreifachplatin · (3 Wo.)US | Charteinstieg: 31. März 2018 Verkäufe: + 3.520.000                                                |
| 2018 | Infinity (888) ?                                      | — | — | — | UK— SilberUK | US83 ×2Doppelplatin · (1 Wo.)US | Charteinstieg: 31. März 2018 Verkäufe: + 2.250.000; feat. Joey Badass                             |
| 2018 | Going Down! ?                                         | — | — | — | — | US95 Platin · (1 Wo.)US | Charteinstieg: 31. März 2018 Verkäufe: + 1.020.000                                                |
| 2018 | Hope ?                                                | DE— GoldDE | — | CH99 (1 Wo.)CH | UK— PlatinUK | US70 ×6Sechsfachplatin · (2 Wo.)US | Charteinstieg: 30. Juni 2018 Verkäufe: + 7.693.333                                                |
| 2018 | Whoa (Mind in Awe) Skins                              | — | — | CH44 (1 Wo.)CH | UK37 Silber · (3 Wo.)UK | US37 Platin · (3 Wo.)US | Charteinstieg: 16. Dezember 2018 Verkäufe: + 1.230.000                                            |
| 2018 | Guardian Angel Skins                                  | — | — | — | UK44 (1 Wo.)UK | US48 (1 Wo.)US | Charteinstieg: 20. Dezember 2018                                                                  |
| 2018 | I Don’t Let Go Skins                                  | — | — | — | — | US51 Gold · (1 Wo.)US | Charteinstieg: 22. Dezember 2018 Verkäufe: + 500.000                                              |
| 2018 | One Minute Skins                                      | — | — | — | — | US62 (1 Wo.)US | Charteinstieg: 22. Dezember 2018 feat. Kanye West                                                 |
| 2018 | Train Food Skins                                      | — | — | — | — | US64 (1 Wo.)US | Charteinstieg: 22. Dezember 2018                                                                  |
| 2018 | What Are You So Afraid of Skins                       | — | — | — | — | US65 (1 Wo.)US | Charteinstieg: 22. Dezember 2018                                                                  |
| 2018 | Staring at the Sky Skins                              | — | — | — | — | US68 (1 Wo.)US | Charteinstieg: 22. Dezember 2018                                                                  |
| 2018 | Difference (Interlude) Skins                          | — | — | — | — | US84 (1 Wo.)US | Charteinstieg: 22. Dezember 2018                                                                  |
| 2019 | Sauce! Members Only, Vol. 4                           | — | — | — | — | US89 Gold · (1 Wo.)US | Charteinstieg: 9. Februar 2019 Verkäufe: + 500.000                                                |
| 2019 | Middle Child PopStar Turnt TrapStar                   | — | — | — | — | US91 (1 Wo.)US | Charteinstieg: 18. Mai 2019 mit PnB Rock                                                          |

### Als Gastmusiker
| Jahr | Titel Album                      | Höchstplatzierung, Gesamtwochen, AuszeichnungChartplatzierungen (Jahr, Titel, Album, Platzierungen, Wochen, Auszeichnungen, Anmerkungen) | Höchstplatzierung, Gesamtwochen, AuszeichnungChartplatzierungen (Jahr, Titel, Album, Platzierungen, Wochen, Auszeichnungen, Anmerkungen) | Höchstplatzierung, Gesamtwochen, AuszeichnungChartplatzierungen (Jahr, Titel, Album, Platzierungen, Wochen, Auszeichnungen, Anmerkungen) | Höchstplatzierung, Gesamtwochen, AuszeichnungChartplatzierungen (Jahr, Titel, Album, Platzierungen, Wochen, Auszeichnungen, Anmerkungen) | Höchstplatzierung, Gesamtwochen, AuszeichnungChartplatzierungen (Jahr, Titel, Album, Platzierungen, Wochen, Auszeichnungen, Anmerkungen) | Anmerkungen                                                                                         |
| Jahr | Titel Album                      | DE | AT | CH | UK | US | Anmerkungen                                                                                         |
| --- | -------------------------------- | --- | --- | --- | --- | --- | --------------------------------------------------------------------------------------------------- |
| 2017 | Take a Step Back You Will Regret | — | — | — | — | US— ×2DoppelplatinUS | Erstveröffentlichung: 12. Mai 2017 Verkäufe: + 2.050.000; Ski Mask the Slump God feat. XXXTentacion |
| 2017 | Again –                          | — | — | — | UK— SilberUK | US— PlatinUS | Erstveröffentlichung: 22. September 2017 Verkäufe: + 1.390.000; Noah Cyrus feat. XXXTentacion       |
| 2017 | Roll in Peace Project Baby 2     | — | — | — | UK— SilberUK | US31 ×3Dreifachplatin · (26 Wo.)US | Erstveröffentlichung: 7. November 2017 Verkäufe: + 3.275.000; Kodak Black feat. XXXTentacion        |
| Folgende Lieder erschienen nicht als Single, wurden aber durch das Album zum Download und Streaming bereitgestellt und konnten somit eine Platzierung erlangen: |                                  | | | | | | |
| |                                  | | | | | | |
| 2018 | Don’t Cry Tha Carter V           | — | — | CH64 (1 Wo.)CH | UK28 (2 Wo.)UK | US5 Platin · (3 Wo.)US | Charteinstieg: 7. Oktober 2018 Verkäufe: + 1.000.000; Lil Wayne feat. XXXTentacion                  |
| 2021 | Danny Phantom Trip at Knight     | — | — | — | — | US92 (1 Wo.)US | Charteinstieg: 4. September 2021 Trippie Redd feat. XXXTentacion                                    |

## Statistik

### Chartauswertung
|                     | DE    | AT    | CH    | UK    | US    |
| ------------------- | ----- | ----- | ----- | ----- | ----- |
| Nummer-eins-Alben   | DE—DE | AT—AT | CH—CH | UK—UK | US2US |
| Top-10-Alben        | DE—DE | AT1AT | CH1CH | UK1UK | US4US |
| Alben in den Charts | DE2DE | AT3AT | CH5CH | UK5UK | US7US |

|                       | DE    | AT     | CH     | UK     | US     |
| --------------------- | ----- | ------ | ------ | ------ | ------ |
| Nummer-eins-Singles   | DE—DE | AT—AT  | CH—CH  | UK—UK  | US1US  |
| Top-10-Singles        | DE—DE | AT3AT  | CH4CH  | UK2UK  | US2US  |
| Singles in den Charts | DE7DE | AT12AT | CH15CH | UK15UK | US34US |

### Auszeichnungen für Musikverkäufe
| Land/RegionAuszeichnungen für Musikverkäufe (Land/Region, Auszeichnungen, Verkäufe, Quellen) | Silber       | Gold       | Platin         | Diamant       | Verkäufe    | Quellen              |
| -------------------------------------------------------------------------------------------- | ------------ | ---------- | -------------- | ------------- | ----------- | -------------------- |
| Australien (ARIA)                                                                            | —            | —          | 11× Platin11   | —             | 770.000     | aria.com.au          |
| Belgien (BRMA)                                                                               | —            | 2× Gold2   | 2× Platin2     | —             | 100.000     | ultratop.be          |
| Brasilien (PMB)                                                                              | —            | 7× Gold7   | 4× Platin4     | 8× Diamant8   | 1.580.000   | pro-musicabr.org.br  |
| Dänemark (IFPI)                                                                              | —            | 9× Gold9   | 23× Platin23   | —             | 1.665.000   | ifpi.dk              |
| Deutschland (BVMI)                                                                           | —            | 5× Gold5   | 5× Platin5     | —             | 2.800.000   | musikindustrie.de    |
| Frankreich (SNEP)                                                                            | —            | 4× Gold4   | 10× Platin10   | 7× Diamant7   | 4.233.331   | snepmusique.com      |
| Griechenland (IFPI)                                                                          | —            | Gold1      | 4× Platin4     | —             | 90.000      | Einzelnachweise      |
| Italien (FIMI)                                                                               | —            | 2× Gold2   | 16× Platin16   | —             | 1.140.000   | fimi.it              |
| Kanada (MC)                                                                                  | —            | 2× Gold2   | 9× Platin9     | —             | 800.000     | musiccanada.com      |
| Mexiko (AMPROFON)                                                                            | —            | Gold1      | 2× Platin2     | —             | 150.000     | amprofon.com.mx      |
| Neuseeland (RMNZ)                                                                            | —            | 5× Gold5   | 61× Platin61   | —             | 1.725.000   | radioscope.co.nz NZ2 |
| Niederlande (NVPI)                                                                           | —            | —          | 3× Platin3     | —             | 200.000     | nvpi.nl              |
| Norwegen (IFPI)                                                                              | —            | —          | 4× Platin4     | —             | 160.000     | ifpi.no              |
| Polen (ZPAV)                                                                                 | —            | 2× Gold2   | 16× Platin16   | —             | 610.000     | olis.pl              |
| Portugal (AFP)                                                                               | —            | Gold1      | 10× Platin10   | —             | 105.000     | Einzelnachweise      |
| Schweden (IFPI)                                                                              | —            | —          | 5× Platin5     | —             | 190.000     | sverigetopplistan.se |
| Singapur (RIAS)                                                                              | —            | Gold1      | —              | —             | 5.000       | rias.org.sg          |
| Spanien (Promusicae)                                                                         | —            | 5× Gold5   | 7× Platin7     | —             | 570.000     | elportaldemusica.es  |
| Vereinigte Staaten (RIAA)                                                                    | —            | 12× Gold12 | 78× Platin78   | 2× Diamant2   | 104.000.000 | riaa.com             |
| Vereinigtes Königreich (BPI)                                                                 | 17× Silber17 | Gold1      | 18× Platin18   | —             | 13.120.000  | bpi.co.uk            |
| Insgesamt                                                                                    | 17× Silber17 | 60× Gold60 | 288× Platin288 | 17× Diamant17 |             |                      |